# Ryan Pearson
Ryan Pearson (Queens, 27 febbraio 1990) è un cestista statunitense.

## Palmarès
- Campionato portoricano: 1

Vaqueros de Bayamón: 2002